# Chris Irwin
Chris Irwin, britanski dirkač Formule 1, * 27. junij 1942, Wandsworth, London, Anglija, Združeno kraljestvo.
Chris Irwin je upokojeni britanski dirkač Formule 1. Debitiral je na domači dirki za Veliko nagrado Velike Britanije v sezoni 1966, kjer je zasedel sedmo mesto. V naslednji sezoni 1967 je dosegel peto mesto na dirki za Veliko nagrado Francije, kar je njegova edina uvrstitev med dobitnike točk, še dvakrat pa se je temu približal s sedmim mestom. Sezono je končal s štirimi zaporednimi odstopi, kasneje pa ni več dirkal v Formuli 1.

## Popolni rezultati Formule 1
(legenda) (odebeljene dirke pomenijo najboljši štartni položaj, poševne pa najhitrejši krog, †-uvrščen kljub odstopu)
| Leto | Moštvo                      | Šasija       | Motor             | 1   | 2   | 3     | 4       | 5     | 6    | 7     | 8       | 9       | 10      | 11      | Prv | Toč |
| ---- | --------------------------- | ------------ | ----------------- | --- | --- | ----- | ------- | ----- | ---- | ----- | ------- | ------- | ------- | ------- | --- | --- |
| 1966 | Brabham Racing Organisation | Brabham BT11 | Climax Straight-4 | MON | BEL | FRA   | VB 7    | NIZ   | NEM  | ITA   | ZDA     | MEH     |         |         | NC  | 0   |
| 1967 | Reg Parnell Motor Racing    | Lotus 25     | BRM V8            | JAR | MON | NIZ 7 |         |       |      |       |         |         |         |         | 16. | 2   |
| 1967 | Reg Parnell Motor Racing    | BRM P261     | BRM V8            |     |     |       | BEL Ret |       | VB 7 |       |         |         |         |         | 16. | 2   |
| 1967 | Reg Parnell Motor Racing    | BRM P83      | BRM H16           |     |     |       |         | FRA 5 |      | NEM 9 | KAN Ret | ITA Ret | ZDA Ret | MEH Ret | 16. | 2   |